# Handball-Regionalliga Süd 1971/72
Die Saison 1971/72 der Handball-Regionalliga Süd war die dritte Spielzeit, welche der Süddeutschen Handballverband (SHV) organisierte und als zweithöchste Spielklasse im deutschen Ligensystem geführt wurde.

## Süddeutsche Meisterschaft
Meister wurde das Team der TSG Oßweil, welches damit auch für die Aufstiegsspiele zur Handball-Bundesliga berechtigt war, sich aber gegen den TV Hüttenberg, Meister der RL-Südwest, nicht durchsetzen konnte. Vizemeister wurde die TS Esslingen, jedoch ohne Qualifikation für die Aufstiegsspiele. Einziger Absteiger war die FT 1844 Freiburg.

## Teilnehmer
An der Regionalliga Süd nahmen 8 Mannschaften teil. Neu dabei war der Aufsteiger TSV 1861 Zirndorf. Nicht mehr dabei war der Absteiger TSG Ketsch.
| - TSG Oßweil - TS Esslingen - TSV Birkenau - TuS Hofweier | - TSV 1861 Zirndorf (Aufsteiger) - TSV 1860 Ansbach - TSV Allach 09 - FT 1844 Freiburg |  |

## Modus
Es wurde eine Hin- und Rückrunde gespielt. Der Erstplatzierte war Süddeutscher Meister und für die Aufstiegsspiele
 zur Handball-Bundesliga 1972/73 qualifiziert, der Letztplatzierte war Absteiger in seinen Landesverband.

### Abschlusstabelle
Saison 1971/72 
|    | Mannschaft            | Spiele | Punkte |
| -- | --------------------- | ------ | ------ |
| 1. | TSG Oßweil            | 14     | 23:5   |
| 2. | TS Esslingen          | 14     | 21:7   |
| 3. | TSV Birkenau          | 14     | 19:9   |
| 4. | TuS Hofweier          | 14     | 12:16  |
| 5. | TSV 1860 Ansbach      | 14     | 12:16  |
| 6. | TSV 1861 Zirndorf (N) | 14     | 9:19   |
| 7. | TSV Allach 09         | 14     | 8:20   |
| 8. | FT 1844 Freiburg      | 14     | 8:20   |

- Entscheidungsspiel um den Abstieg wegen Punktgleichheit in Göppingen: TSV Allach 09 − FT 1844 Freiburg 15 : 9

 Süddeutscher Meister und für die Aufstiegsspiele zur Handball-Bundesliga 1972/73 qualifiziert
  „Für die Regionalliga Süd 1972/73 qualifiziert“ 
  „Absteiger“

## Aufstiegsspiele
Es wurde ein Hin- und Rückspiel ausgetragen, wobei Punkte und Tore aufaddiert wurden.

TSG Oßweil (Süd) − TV Hüttenberg (SW) 19:26 / 9:12 = 28:38

Damit war der TV Hüttenberg für die Handball-Bundesliga 1972/73 qualifiziert.

## Frauen
- 1. 1. FC Nürnberg